# 溜叶含笑
溜叶含笑（学名：Michelia laevifolia）为木兰科含笑属下的一个种。